# Myxidium queenslandicus
Myxidium queenslandicus is een microscopische parasiet uit de familie Myxidiidae. Myxidium queenslandicus werd in 2008 beschreven door Gunter & Adlard. 